# Sommer-Paralympics 2024/Teilnehmer (Jordanien)
| stlisierte Goldmedaille | stlisierte Silbermedaille | stlisierte Bronzemedaille |
| ----------------------- | ------------------------- | ------------------------- |
| —                       | —                         | —                         |

Jordanien nahm an den Paralympischen Spielen 2024 in Paris mit acht Athletinnen und Athleten teil.

## Teilnehmer nach Sportart

### Leichtathletik
| Athleten    | Klassifizierung | Wettbewerb  | Vorlauf/Vorkampf | Vorlauf/Vorkampf | Halbfinale | Halbfinale | Finale     | Finale | Rang |
| Athleten    | Klassifizierung | Wettbewerb  | Zeit/Weite       | Rang             | Zeit/Weite | Rang       | Zeit/Weite | Rang   | Rang |
| ----------- | --------------- | ----------- | ---------------- | ---------------- | ---------- | ---------- | ---------- | ------ | ---- |
| Männer      |                 |             |                  |                  |            |            |            |        |      |
| Ahmad Hindi | F34             | Kugelstoßen |                  |                  |            |            |            |        |      |

### Powerlifting (Bankdrücken)
| Athleten                          | Wettbewerb  | Gewicht | Rang |
| --------------------------------- | ----------- | ------- | ---- |
| Frauen                            |             |         |      |
| Tharwh Tayseer Hamdan Alhajaj     | bis 86 kg   |         |      |
| Asma Issa                         | bis 79 kg   |         |      |
| Männer                            |             |         |      |
| Mutaz Zakaria Daoud Aljuneidi     | bis 107 kg  |         |      |
| Mohammad Alshnaiti                | bis 54 kg   |         |      |
| Jamil Elshebli                    | über 107 kg |         |      |
| Abdelkareem Mohmmad Ahmad Khattab | bis 97 kg   |         |      |
| Omar Sami Hamadeh Qarada          | bis 49 kg   |         |      |